# Providas romanorum
Providas romanorum est une bulle du pape Benoît XIV publiée le 18 mai 1751. Elle confirme la bulle In eminenti apostolatus specula de Clément XII et, comme celle qui l'a précédée, est dirigée contre la franc-maçonnerie : elle interdit à tout chrétien catholique la fréquentation des francs-maçons.

## Excommunication et inquisition
- Dans la bulle, il qualifie les loges de sociétés secrètes dont les assemblées n'ont d'autre but que de s'étendre dans toutes les directions et de s'opposer aux lois existantes. En brandissant la menace de l'excommunication, il souligne encore une fois les avertissements de son prédécesseur, il exige que tous les chrétiens catholiques s'abstiennent de tout contact avec ces sectes. L'excommunication sera automatique et restera valable jusqu'à la mort.
- Il ordonne aux évêques, aux prêtres les plus haut placés et à tout le clergé de punir où que ce soit par l'intermédiaire de l'Inquisition toute action mauvaise des hérétiques. Ceux-ci doivent être arrêtés et leurs biens doivent être confisqués.

## Motifs
Les motifs qui ont conduit le pape à prendre de telles dispositions sont les suivants :
- « dans ces sociétés et conventicules peuvent se rencontrer des hommes de n'importe quelle religion et n'importe quelle secte ; on imagine quels dommages cela pourrait causer à la pureté de la Religion catholique » ;
- « la promesse étroite et inviolable de garder le secret, au nom de laquelle on cache ce qui se fait dans ces assemblées » ;
- « le serment par lequel ils s'engagent à observer inviolablement ledit secret, comme s'il était permis à quelqu'un, interrogé par le pouvoir légitime, de s'abriter derrière l'excuse d'une promesse ou d'un serment quelconque pour se soustraire à l'obligation de révéler tout ce qui est recherché, dans le but de savoir si dans ces conventicules on fait quelque chose de contraire à la stabilité et aux lois de la Religion et de l'État » ;
- « ces sociétés n’encourent pas moins les sanctions civiles que les sanctions canoniques, compte tenu, il faut le noter, que dans l'esprit du Droit civil on défend toutes les associations et les assemblées formées sans la permission de l'autorité publique » ;
- « dans un grand nombre de pays lesdites sociétés et associations ont été déjà proscrites et poursuivies selon les lois des principes séculiers » ;
- « le dernier motif est que les hommes prudents et honnêtes blâmeraient les dites sociétés et associations : selon eux quiconque s'inscrirait chez elles encourrait l'accusation de malignité et de perversion ».

## Source
- (de) Cet article est partiellement ou en totalité issu de l’article de Wikipédia en allemand intitulé « Providas romanorum » (voir la liste des auteurs).

- (it) Cet article est partiellement ou en totalité issu de l’article de Wikipédia en italien intitulé « Providas Romanorum » (voir la liste des auteurs).